# Détective malgré lui
Pour plus de détails, voir Fiche technique et Distribution.
Détective malgré lui (titre original : Help! Help! Police!) est un film muet américain perdu réalisé par Edward Dillon et sorti en 1919.

## Fiche technique
- Titre original : Help! Help! Police!
- Réalisation : Edward Dillon
- Scénario : Irving McDonald, Raymond L. Schrock
- Production : Fox Film Corporation
- Durée : 50 minutes
- Date de sortie: 
  - États-Unis : 27 avril 1919

## Distribution
- George Walsh : George Welston
- Eric Mayne : Edward P. Welston
- Henry Hallam : Judson Pendleton
- Marie Burke : Mrs. Pendleton
- Alice Mann : Eve Pendleton
- Alan Edwards : Arthur Trask
- Evelyn Brent : Marian Trevor
- Joseph Burke : le juge